# گورستان معین
گورستان معین مربوط به سده‌های متاخر دوران‌های تاریخی پس از اسلام است و در شهرستان مرودشت، بخش درودزن، دهستان ابرج، ۲۰۰ متری شرق روستای معین واقع شده و این اثر در تاریخ ۱۸ شهریور ۱۳۸۷ با شمارهٔ ثبت ۲۳۴۲۶ به‌عنوان یکی از آثار ملی ایران به ثبت رسیده است.